# ITF NH NongHyup Goyang Women's Challenger Tennis 2013
L'ITF NH NongHyup Goyang Women's Challenger Tennis 2013 è stato un torneo di tennis facente parte della categoria ITF Women's Circuit nell'ambito dell'ITF Women's Circuit 2013. Il torneo si è giocato a Goyang in Corea del Sud dal 20 al 26 maggio 2013 su campi in cemento e aveva un montepremi di $25,000.

## Vincitrici

### Singolare
Duan Yingying ha battuto in finale  Liu Fangzhou con il punteggio di 6–3, 6–4

### Doppio
Nao Hibino /  Akiko Ōmae hanno battuto in finale  Han Na-lae /  Yoo Mi con il punteggio di 6–4, 6–4